# 無生老母
無生老母，又被稱為無極老母、無極天母、無極聖祖、明明上帝、无极圣母，有時在經文裡的簡稱是老母（英語：Heavenly Mater），是明清兩朝以來許多民間宗教如羅教、西大乘教、鸡足山大乘教、齋教、聞香教、天理教、一貫道及天道教所崇信的最主要的神靈。

## 词语释意
無極聖祖这个词一般被認為是從羅教開創者羅清在其明正德年間所著的「寶卷」《五部六冊》中创造出来的。羅清本人在《嘆世無為卷》中聲稱 佛 是世間萬物的造創者及主宰者，但後來羅教創立者蘭風從中國民間宗教教義及中國神話中塑造了一個地位至高的神靈 無極老母 的形象並聲稱祂是造創了天地萬物的創物主。隨着時間流逝，這位神靈的形象從無性別的無生父母的形象演變為女性化的無生老母的形象。明朝嘉靖、萬曆時期結束後民間秘密宗教逐漸盛行，對於無生老母的不同稱呼開始出現。寶卷宣稱無生老母住在「真空家鄉」。
無生老母被鸡足山大乘教稱为無極聖祖，天道教及一贯道則称其为無極老母。

## 历史
對於無生老母的信仰的出现，衍生出了后世一系列的崇信無生老母的宗教。在明清两朝出現的几百种民间秘密宗教，绝大多数直接或间接地奉无生老母为地位最高的神靈。
這些宗教相信無生老母這個神靈是萬物的造創者，也認為祂是眾生的主宰者和凡人的造生者。在這些宗教的教義中，祂还是救度者，致力拯救沉沦于苦海中的凡人，又派遣释迦佛或弥勒佛等仙佛菩薩下凡，也能夠亲自救度众生；更可以在人死後進行與人的轉世、超度有關的裁決，也可以將其貶入地府。
后世很多宗教教內都有無生老母转世成为该宗教教主之説，例如西大乘教宣稱吕纽是其所轉生而為的。

## 宗教界觀點

### 佛敎
早期佛教認為輪迴沒有一個能被發現的開端。在早期佛教教典中，釋尊瞿曇並沒有否定創世主的存在性，他批駁的只是 關於創世主的觀念能夠為眾生帶來最大的益處 這個説法。釋尊被描述為一個反對進行相關猜測的懷疑論者，而非一個無神論者，他宣稱眾生所經歷的一切是由貪愛所造成的，而不是由創世主等事物所造成的。在中世紀時期，世親除饉等信奉印傳佛教的哲學家開始批駁婆羅門教所認可的造創論等理論。
信奉大乘佛教的佛學家陳兵教授曾經撰文抨擊羅教及其所衍生出來的數個宗教如雞足山大乘教、黃天道、圓頓教及一貫道，以及法輪功等多個新興宗教，聲稱其為附佛外道，陳兵教授聲稱佛敎典籍從未提及無生老母這位神靈，並且表示他認為這位神靈事實上是由這些宗教憑空想像出來的。
漢傳佛教的一些信奉者嚴厲抨擊一貫道等不少宗教，聲稱其曲解佛敎教義，他們表示佛敎不相信萬物是由一位全能全知的創物主（如無極老母）所造創的，並且舉出了一些理據，故此他們聲稱一貫道等不少宗教的教義是錯誤的。